# Piotr Brachmański
Piotr Brachmański (ur. 21 listopada 1957, zm. 2022) – polski żużlowiec.

## Życiorys
W latach 70. i 80. XX wieku startował w barwach ROW-u Rybnik. W 1980 roku zdobył drużynowe wicemistrzostwo Polski ze swoją drużyną. Karierę sportową zakończył w wieku 25 lat po zmianie kopalni w której pracował (nie był w stanie pogodzić pracy z czynnym uprawianiem sportu). Ze względu na urazy kolan, których nabawił się w trakcie kariery zawodniczej i późniejszej pracy w kopalni, pod koniec życia miał między innymi poważne problemy z poruszaniem się.
W lutym 2021 roku Przegląd Sportowy opisał trudne warunki bytowe w jakich Brachmański mieszkał wraz z żoną w ostatnim okresie życia (brak bieżącej wody, ogrzewania i prądu).